# Величко, Владимир Павлович
Владимир Павлович Величко (1943, д. Мосевичи — 11 августа 2018) — белорусский философ, публицист, журналист. Лауреат Государственной премии (1998), заслуженный деятель культуры Республики Беларусь, лауреат премии «Золотое перо» Белорусского союза журналистов (затем входил в комитет по присуждению этой премии). Главный редактор журнала «Беларуская думка» (1991—2007), сотрудник редакции журнала «Белая Вежа».

## Биография
Родился в немецкой оккупации. Закончил журфак Белгосуниверситета. Также учился в Академии общественных наук при ЦК КПСС. Осваивал целину в Казахстане, трудился в брестской газете «Заря». Работал с Петром Машеровым, будучи его помощником до смерти последнего. Затем возглавил журнал «Беларуская думка», бывший «Коммунист».
Награждён Почётной грамотой Совета Министров Республики Беларусь за большой вклад в развитие белорусской журналистики и с связи с 10-летием со дня основания журнала (2002).